# Torpeda Mark III
Mark III – amerykańska torpeda kalibru 533 mm skonstruowana przez E.W. Bliss Company, stanowiąca rozwinięcie torpedy Bliss-Leavitt 5m x 21-inch Mark II. Nowa torpeda wyposażona została w większą głowicę i nieco poprawiony zasięg przy różnych prędkościach, a także ulepszony żyroskop Mark 5 Mod 2. W latach 1909–1910 w E.W. Bliss Company w Nowym Jorku zamówiono 208 sztuk tej amunicji. Torpeda powstała oryginalnie jako Bliss-Leavitt 5m x 21-inch Mark III, jednak w 1913 roku w ramach ogólnej retrospektywnej reklasyfikacji amerykańskich torped, zmieniono jej nazwę na Mark III.